# Салтыков, Сергей Николаевич (1776)
Светлейший князь Серге́й Никола́евич Салтыко́в (1776—1828) — придворный из рода Салтыковых, действительный тайный советник.

## Биография
Родился 6 (17) июня 1776 года. Младший сын Николая Ивановича Салтыкова (1736—1816), возведённого с нисходящим потомством в 1790 году в графское, а в 1814 году в «княжеское Российской империи достоинство с титулом Светлости»; мать княжна Наталья Владимировна, урожд. Долгорукова (1737—1812). 
С рождения зачислен прапорщиком в лейб-гвардии Семёновский полк, в январе 1787 года произведен в подпоручики, а в январе 1788 — в поручики. Получил хорошее домашнее образование, гувернёром у Сергея и его старшего брата Александра был француз Ш. Массон, впоследствии издавший «Секретные записки о России», а уроки артиллерии и фортификации давал поручик А. А. Аракчеев, начинавший свою карьеру при поддержке Н. И. Салтыкова.
В марте 1790 года Сергей Салтыков пожалован в камер-юнкеры императорского двора с оставлением в полку. В январе 1791 он был произведён в капитан-поручики, а в январе 1794 — в капитаны. В ноябре 1796, через несколько дней после вступления на престол императора Павла I, пожалован в действительные камергеры. В ноябре 1798 произведён в тайные советники, а в декабре того же года пожалован командором ордена Святого Иоанна Иерусалимского.
В марте 1799 года назначен шталмейстером двора великой княжны Марии Павловны. В царствование Александра I, в марте 1807 назначен сенатором; присутствовал в 1-м Департаменте, а с апреля 1811 — во 2-м отделении 5-го Департамента Сената. В том же году стал членом сенатского комитета, созданного для уравнения польских чинов с российскими. С мая 1815 года член комитета для разбора откупных недоимок, накопившихся во время нашествия французов в Россию, чумы и других бедствий.

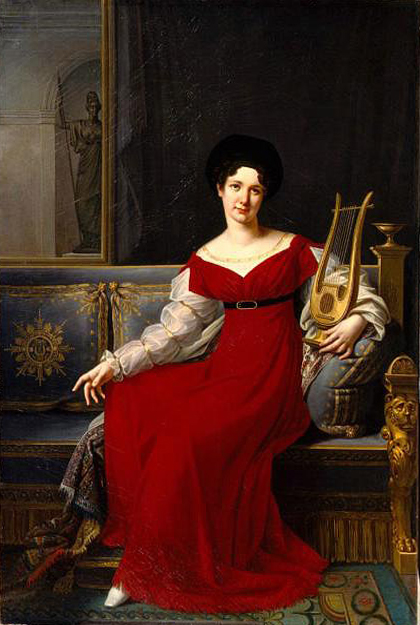
Жена, Екатерина Салтыкова

В феврале 1823 стал членом комитета по постройке Исаакиевского собора, а в августе 1823 Салтыков назначен членом Государственного совета по Департаменту государственной экономии. С июля 1824 — почётный член совета Императорского Человеколюбивого общества. С декабря 1824 года член комитета при Государственном совете для определения особенных экзаменов по разным родам службы. В июне-июле 1826 входил в состав Верховного уголовного суда по делу о восстании декабристов.
Почетный член Российской Академии наук (1827). В октябре 1827 года получил чин действительного тайного советника. 
Умер от чахотки в Санкт-Петербурге 25 апреля (7 мая) 1828 года и был похоронен в родовом имении Снегирево, под алтарём Крестовоздвиженской церкви; над его могилой сохранился гранитный обелиск.

## Семья
С 28 октября 1808 года был женат на княжне Екатерине Васильевне Долгоруковой (1791—1863), дочери действительного тайного советника В. В. Долгорукова. Брак был неудачный, так что император Александр I предлагал Екатерине Васильевне развести её с мужем и устроить новую партию. Но отличаясь религиозностью и благочестием, она отклонила предложение императора. Детей у супругов не было.